# Historia de Peñalolén

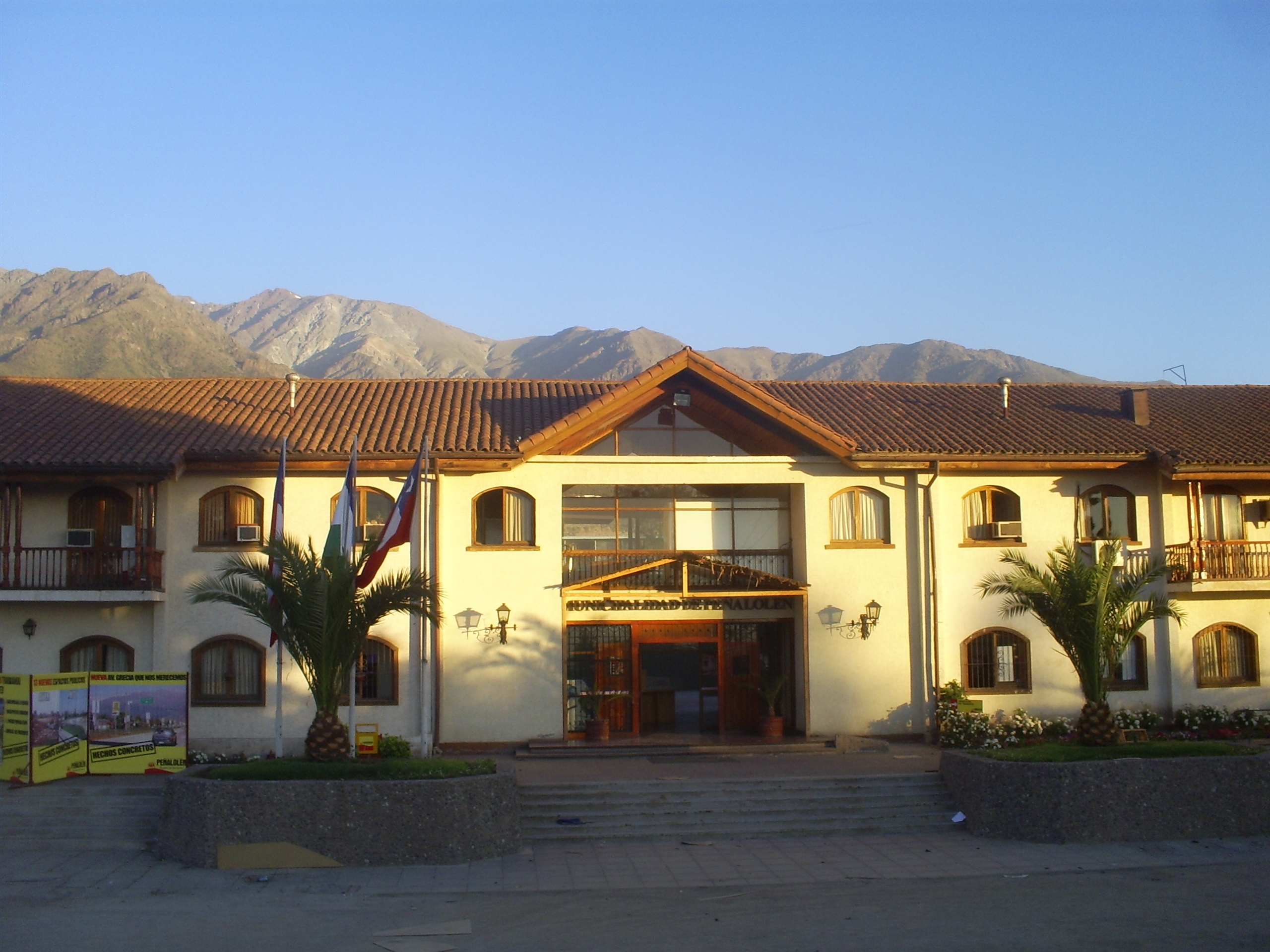
Edificio de la Ilustre Municipalidad de Peñalolén.

Peñalolén es una comuna emplazada en el sector suroriente de Santiago, capital de Chile. Oficialmente fue fundada el 15 de noviembre de 1984 el Decreto Ley N.º 1-3260 del 6 de marzo de 1981. Pero cientos de años antes el lugar fue habitado por Picunches y luego por criollos del país.

## Tribus precolombinas
Los asentamientos prehispánicos de Peñalolén, están asociados a la cultura del Valle Huaicoche (Período agroalfarero temprano, Período agroalfarero medio, Período Agroalfarero Intermedio Tardío, y Período Agroalfarero Tardío).
Con la invasión de los incas del valle de Santiago, que dio comienzo al período promaucae, es posible realizar un primer acercamiento histórico al desarrollo cultural de la zona del Apoquindo. Estas tierras de la actual Peñalolén eran habitadas por diversas tribus de Picunches. Las tribus se ayudaban mutuamente en momento de crisis, ya sea por escasez de agua o alimentos. Peñalolén no significa reunión de hermanos, pues si fuera así, debería ser peñitrawün (escrito con el Alfabeto Mapuche Unificado) o peñitraún, españolizado. El topónimo en realidad puede significar «valle donde hay gavillas», según léxicos coloniales.
Los vestigios de humanos más antiguos tienen más de siete mil años, por lo que se cree que aquí vivió una de las tribus más antiguas del continente americano.
Las tribus se dedicaban principalmente a la alfarería y la agricultura, la mayoría de las tribus vivían en la Quebrada de Macul y en el Canal Antupirén, ya que eran fuentes naturales de agua.

## Fundación de Santiago
Luego, tras la fundación de Santiago de Nueva Extremadura, (antiguo nombre de Santiago de Chile), don Jerónimo de Larcon exploró y tomó posesión de este lugar, por lo que desplazó a las antiguas tribus que habitaban el lugar. Al tener las tierras  desmalezando el monte y así creó chacras y tierras para la engorda de animales, por lo que fue unos de los hombres más exitosos e importantes de la época.
Años más tarde, el sector bajo fue comprado por el regidor don Diego de Hermida quien al obtener las tierras transformó el lugar en una aldea, cuyos habitantes se dedicaron a la agricultura y ganadería como los antiguos Picunches que habitaron el lugar. Construyó un camino que unía Santiago de Nueva Extremadura con su propiedad y lo llamó Camino Real de Peñalolén (actual Avenida Grecia). Este terreno fue pasando de generación en generación durante toda la época Colonial de Chile, bajo el nombre de Hacienda de los Hermida, por esta razón este sector residencial es llamado Lo Hermida (ver detalles históricos en Historia de la hacienda de lo Hermida).

## Era colonial
En la época colonial de Chile el marino genovés Juan Bautista Pastene, obtuvo tierras altas de la zona, con lo que cultivó grandes terrenos, siendo una de las más importantes el siglo XVI. Años más tarde, la hija de Pastene se casó con don Francisco Rodríguez de Ovalle por lo que tuvieron un hijo, el padre Alonso de Ovalle. Tras la muerte de Ovalle en 1651, toda las tierras fueron cedidas a la congregación jesuita de la época, quienes le realizaron importantes adelantos a la zona. Esto fomentó la agricultura intensiva, las artes y oficios, hasta que estos fueron expulsado de Chile en 1776.
Al no tener dueños o representante legal, la confiscación de los terrenos provocó su división en fundos menores. La mayoría de estos pasó a manos de Josefa Vicuña, quien lo cedió al abogado don Juan Egaña por los todos los servicios jurídicos prestados a la familia Vicuña.
Su hijo Mariano Egaña, construye un parque en la hacienda, plantando especies traídas desde Europa. El sitio inmediatamente se convirtió en un lugar para el descanso y el debate político e intelectual para grandes personajes de la época: Benjamín Vicuña Mackenna, Eusebio Lillo, y Andrés Bello, crearon algunas de sus obras en el hermoso parque de Peñalolén.

## Independencia de Chile

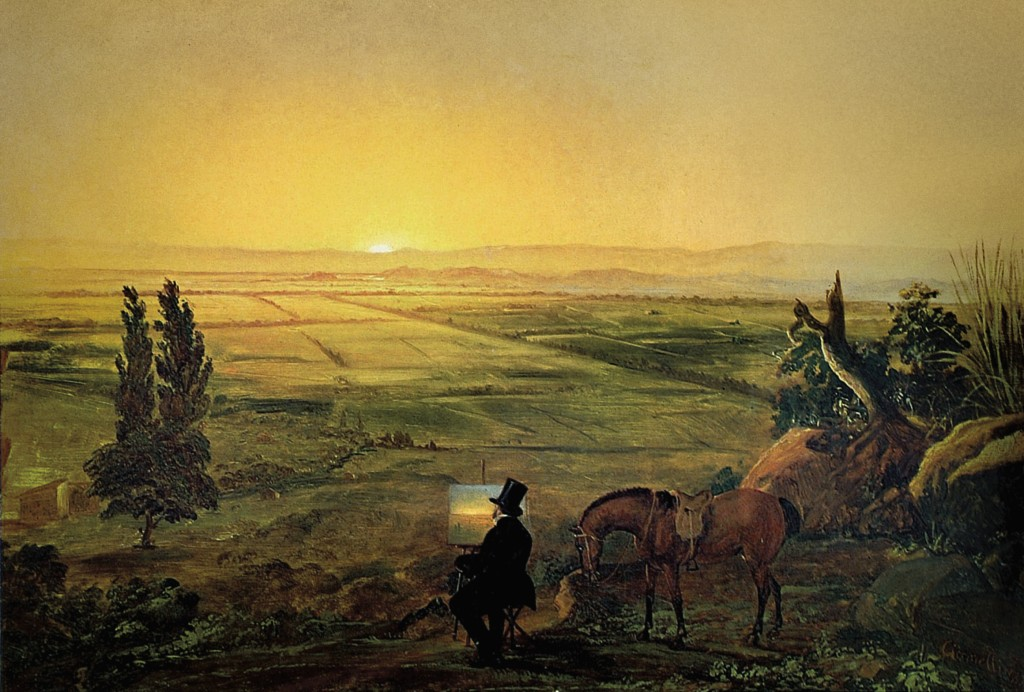
Pintura "Vista de Santiago desde Peñalolén" de Alejandro Ciccarelli.

En 1815, después de la Independencia de Chile, los terrenos de la actual comuna se encontraban divididos en tres partes o fundos:
- El Fundo de Peñalolén propiedad de la familia Egaña.
- El Fundo de Lo Hermida propiedad de la familia Von Schroeders.
- El Fundo de Macul propiedad de la familia Cousiño, una de las familias más importantes para la historia de Chile.

En el año 1869, el diplomático uruguayo José Arrieta y Perera, compra la Hacienda de Peñalolén, tras la compra rediseñó el parque y realizó diversas construcciones en el área.

## Siglo XX
A comienzos del siglo XX, se empieza a dividir los antiguos terrenos de las diversas haciendas del sector, llegando en los años 20 a cerca de unas quince propiedades con aproximadamente mil trescientos habitantes.
En las décadas de 1950 y 1960 se comienzan a formar las primeras áreas edificadas de Peñalolén, pobladas en su mayoría por gente venida desde otras regiones de Chile, entre ellas está el Barrio Antiguo de Peñalolén.
En los años 70, comienzan las ocupaciones irregulares de terrenos, más conocidas como las «tomas», que llevan a la construcción de campamentos en diversos puntos de la comuna.
En el año 1981, la Junta de Gobierno promulga El Decreto Ley Nº 1-3260 del 9 de marzo de 1981, lo que crea administrativamente la comuna de Peñalolén. Y la fecha de creación de la Ilustre Municipalidad de Peñalolén fue el 15 de noviembre de 1984, siendo su primera alcaldesa la Sra. María Angélica Cristi Marfil. La nueva comuna se separa de  la actual comuna de Ñuñoa y sus límites serían la Avenida José Arrieta, por el norte, hasta el Canal Las Perdices en donde toma hasta la Calle Talinay y esta hasta la cumbre del Cerro San Ramón, la Avenida Américo Vespucio por el poniente desde la Avenida José Arrieta hasta la Avenida Departamental y la Avenida Departamental desde la Avenida Américo Vespucio hasta la cumbre del Cerro San Ramón.
Durante el terremoto de Santiago de 1985, gran parte de las estructuras de la comuna sufrieron daños permanentes y muchas tuvieron que ser reconstruidas.
Desde los años 1990 se ha convertido en una comuna con alto boom inmobiliario.
El 3 de mayo de 1993, el fuerte temporal que afecta a gran parte del país, provoca un aluvión en la Quebrada de Macul, provocando 26 muertos, 85 heridos, 8 desaparecidos. Materialmente damnifico a 32.654 personas, siendo 3486 albergadas. Las viviendas destruidas del sector fueron 307 y otras 5610 fueron dañadas.

## SigloXXI
Para el año 2002 la comuna tiene una población de 216 060 habitantes según el censo de Chile. En el año 2004 la comuna elige a Claudio Orrego como alcalde.
Según el INE la comuna contaría con 242 320 habitantes, lo que la pone entre las 12 comunas más pobladas del país y la sexta de la Región Metropolitana.
Ya para finales de 2009 la ciudad-comuna poseía servicios propios, como buses urbanos, Peñacerca, 5 radioemisoras, 3 canales de televisión y unn periódico. Además es premiada como la comuna con mayor desarrollo en internet, pudiéndose pagar la patente vehicular a través de éste, y hacer otros importantes trámites. Cuenta con importantes escuelas y liceos de reconocimiento nacional e incluso internacional.
El 11 de diciembre de 2011 se realizó un plebiscito comunal que rechazó una serie de modificaciones al plano regulador.

## Terremoto de 2010
El 27 de febrero de 2010, el fuerte terremoto que sacudió a gran parte del país, despertó a los vecinos de esta ciudad-comuna. Las discotecas fueron rápidamente desalojadas, así como otros centros públicos y comerciales abiertos a esa hora, la electricidad se cortó segundos después de iniciado el sismo, en tanto el agua estuvo en servicio en todo momento. El Hospital de Peñalolén colapsó en instantes con heridos, así también lo hicieron las postas ubicadas en toda la ciudad.
El 5 de marzo, la municipalidad dio a conocer el informe de daño comunal, dejando a 1 presunta víctima por ataque cardíaco, sumándose una segunda el 11 de marzo. Hubo un total de 1.253 heridos, 17 de gravedad, 348 casas quedaron inhabitables y otras 1.647 quedaron con serios daños, además hubo destrucción del alumbrado público así como las pistas de las arterias importantes de Peñalolén, también se produjeron caídas de panderetas divisorias de terreno, grietas en edificios públicos y privados y una importante perdida para el comercio. La locomoción funcionó en su totalidad a partir del 3 de marzo, la municipalidad lo hizo para el 6 de marzo, la electricidad retornó en un 100% para el día 8 de marzo, en tanto, el resto de los servicios públicos funcionaron con normalidad a partir del 15 de marzo y las clases volvieron en un 100% para el 22 de marzo.
En cuanto a los damnificados, se han entregado 765 mediaguas, dejando aún otras 1230 familias sin hogar.